# フォックス湾

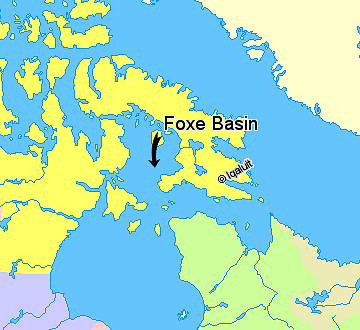
フォックス湾

フォックス湾 (Foxe Basin) はカナダ北部、ハドソン湾の北にあるバフィン島、メルヴィル半島、サウサンプトン島に囲まれた浅い海域。北西はファリー・アンド・ヘクラ海峡を経てブーシア湾に繋がる。水深はほとんどが100m以浅である。一年の大部分の期間フォックス湾は氷に閉ざされる。湾の名称は探検家ルーク・フォックスにちなんだものである。湾内の主な島としてはプリンスチャールズ島がある。
この海域の栄養分が豊富な冷たい海水は植物プランクトンの繁殖に都合が良い。夏、ホッキョククジラがフォックス湾北部にやってくるほか、イッカクやシロイルカ、多数のアザラシも見られる。湾内の多数の島は水鳥の生息地となっている。近年は、温暖化による海水温上昇の影響からか、流氷の量と凍結時間が減っており、たとえばザトウクジラやミンククジラ、シャチなどがハドソン湾とその水系により進出してきている。